# Lambda Piscis Austrini
Lambda Piscis Austrini (16 Piscis Austrini) é uma estrela na direção da constelação de Piscis Austrinus. Possui uma ascensão reta de 22h 14m 18.74s e uma declinação de −27° 46′ 00.9″. Sua magnitude aparente é igual a 5.45. Considerando sua distância de 508 anos-luz em relação à Terra, sua magnitude absoluta é igual a −0.51. Pertence à classe espectral B7V.